# Ogataea angusta
Ogataea angusta är en svampart som först beskrevs av Teun., H.H. Hall & Wick., och fick sitt nu gällande namn av Suh & Zhou 20 10. Ogataea angusta ingår i släktet Ogataea och familjen Pichiaceae.   Inga underarter finns listade i Catalogue of Life.